# Campeonato Europeu de Beisebol de 2007
O Campeonato Europeu de Beisebol de 2007 foi a 30º edição do principal torneio entre seleções nacionais de beisebol da Europa. A campeã foi a Seleção Neerlandesa de Beisebol, que conquistou seu 20º título na história da competição. O torneio foi sediado na Espanha.